# Abadía de Børglum
La abadía de Børglum (en danés: Børglum Kloster) fue una importante abadía premonstratense de la Dinamarca medieval, situada en la parroquia de Børglum, en la comuna de Hjørring, a unos cinco kilómetros al este de Løkken en el centro norte de Jutlandia (Región Nordjylland).
Børglum fue originalmente una granja real (danés: gård) que se remonta hasta 1000, si no antes. En 1086 el rey Canuto IV huyó de su residencia en Børglum cuando los campesinos se rebelaron contra él.
La abadía de Børglum fue la catedral de la diócesis católica de Børglum, que se disolvió cuando Dinamarca se convirtió oficialmente en luterana el 30 de octubre de 1536. Sus activos se entregaron a la corona y se convirtió en una propiedad real, una vez más.